# 秋田県道123号出戸浜停車場出戸浜線
秋田県道123号出戸浜停車場出戸浜線（あきたけんどう123ごう でとはまていしゃじょうでとはません）は、秋田県潟上市を通る一般県道である。

## 概要
潟上市天王字北野にあるJR東日本 男鹿線 出戸浜駅からほぼ西進し出戸浜海水浴場付近（日本海まで約200メートル）で秋田県道56号秋田天王線に合流する短距離路線である。

### 路線データ
- 総延長 : 921 m[2]
- 実延長 : 921 m[2]
- 起点 : 秋田県潟上市天王字北野221番4（出戸浜駅）[3]北緯39度50分39.93秒 東経140度1分27.23秒
- 終点 : 秋田県潟上市天王字下浜山157番（秋田県道56号秋田天王線交点、出戸浜海水浴場前）[3]北緯39度50分25.1秒 東経140度0分51.2秒
- 未供用区間 : なし[2]

## 歴史
- 1965年（昭和40年）2月20日 - 秋田県道に認定される[3]。

## 路線状況

### 冬期閉鎖区間
- なし[4]

### 交通不能区間
- なし[5]

## 地理

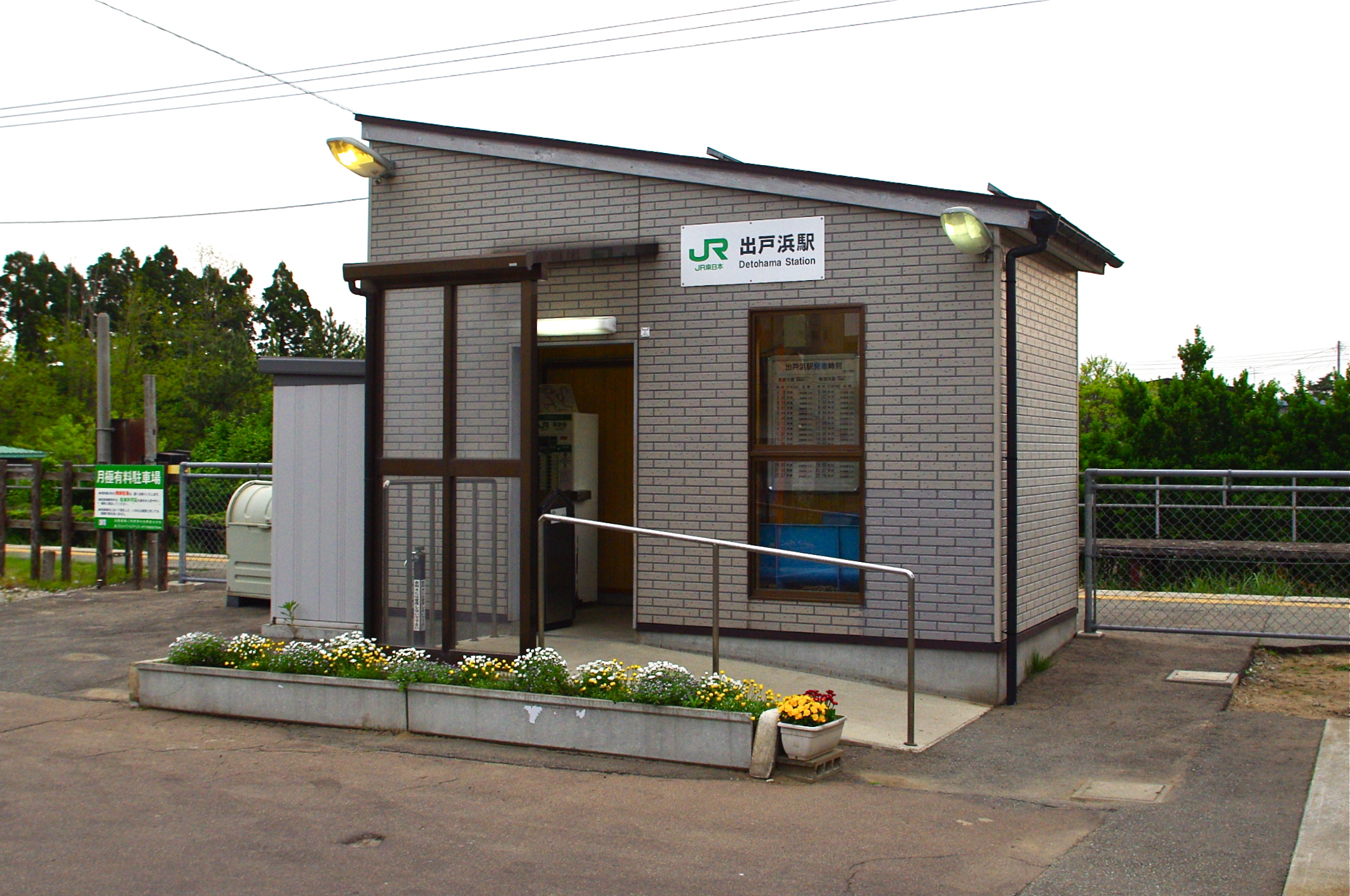
出戸浜駅

### 交差する道路
| 施設名           | 接続路線名             | 備考 | 所在地             |
| ---------------- | ---------------------- | ---- | ------------------ |
| 出戸浜駅前       |                        | 起点 | 潟上市天王字北野   |
| 出戸浜海水浴場前 | 秋田県道56号秋田天王線 | 終点 | 潟上市天王字下浜山 |

### 沿線の施設など
- JR東日本 男鹿線 出戸浜駅
- 出戸浜海水浴場